# Giuseppe Ariassi
Giuseppe Ariassi (né le 4 juillet 1825 et décédé le 13 janvier 1906 à Brescia) est un peintre italien.

## Biographie
Après avoir fréquenté l'Académie des beaux-arts de Brera à Milan, il devient le principal disciple de Francesco Hayez et a pour élève Francesco Filippini. Il peint principalement des paysages, des sujets religieux, des retables, des tableaux sacrés et des portraits, et réalise des fresques dans plusieurs églises de Lombardie. Pendant plus de trente ans, il est président de la pinacothèque Tosio Martinengo, dirige l'école de dessin qui y était rattachée et est le principal organisateur de l'« Exposition de Brescia » de 1878 à la Crocera di San Luca.

## Distinctions
- Médaille d'argent de l'Académie des beaux-arts de Brera, pour l'œuvre Ezzelino da Romano, 1870[1]

## Œuvres
- Ezzelino da Romano (1870)
- Caïn après le meurtre d'Abel (1878)
- Saint Joachim, galerie privée, Rio de Janeiro, Brésil
- Saint Colomban réprimandant le duc de Bourgogne, paroisse de Gazzaniga (Bergame)
- Saint Louis et Saint Charles, Oriano (aujourd'hui Saint-Paul)
- Giuseppe Gallia et Giovanni Renica, Université de Brescia, Brescia (1885)